# FlixBus
FlixBus (estilizada como FLiXBUS) é uma marca alemã que oferece serviços de ônibus intermunicipais de baixo custo na Europa, América do Norte, América do Sul, Ásia e Índia. É propriedade da Flix SE, que também opera FlixTrain, FlixCar e Greyhound Lines.
A FlixBus opera ônibus ou, em muitos casos, apenas trata do marketing, dos preços e do atendimento ao cliente mediante comissão, em nome dos operadores de ônibus. Em 2023, a FlixBus teve receitas de 2 mil milhões de euros e transportou 81 milhões de passageiros, dos quais 55 milhões na Europa, 14 milhões na Turquia e 12 milhões na América do Norte.

## História
A FlixBus foi fundada em 2011 em Munique por Daniel Krauss, Jochen Engert e André Schwämmlein. Eles se conheceram na universidade e começaram a discutir o conceito em 2009, depois que foram feitos planos para desregulamentar a indústria de ônibus na Alemanha.
A FlixBus lançou as suas três primeiras rotas em Fevereiro de 2013 na Baviera, Alemanha, para aproveitar a abertura do mercado de ônibus à concorrência na Alemanha. Nos anos seguintes, acrescentou rotas por toda a Europa.
Em 2017 começou a operar em Portugal.
Em abril de 2018, a FlixBus foi a primeira a utilizar veículos totalmente elétricos numa rota de ônibus de longa distância, entre Paris La Défense e Amiens.
A FlixBus expandiu-se para os Estados Unidos em 2018, operando primeiro a partir de Los Angeles, e depois expandindo-se para a Costa Leste em 2019 por meio de uma parceria com a Eastern Bus. A FlixBus também lançou o serviço no Brasil em 2021, Canadá em 2022, Chile em 2023 e Índia em 2024.
Em abril de 2022, a empresa passou de uma estrutura GmbH para uma estrutura SE e foi renomeada para Flix SE.
Em 2025, Trentbarton tornou-se a operadora dos serviços Flixbus nas East Midlands.

### Histórico de financiamento – empresa-mãe, Flix SE
Em 2013, a empresa recebeu financiamento de capital do Grupo Mercedes-Benz e da Universidade Técnica de Munique.
Em julho de 2019, a empresa levantou € 500 milhões em uma rodada de financiamento da Série F liderada pela TCV e Permira, avaliando a empresa em mais de € 2 bilhões.
Em junho de 2021, a FlixMobility GmbH levantou US$ 650 milhões em uma rodada de financiamento da Série G com uma avaliação de US$ 3 bilhões de investidores, incluindo General Atlantic, Permira, TCV, HV Capital, BlackRock, Baillie Gifford e SilverLake.
Em julho de 2024, a EQT AB e a Kuehne + Nagel adquiriram uma participação de 35% na empresa por € 1 bilhão.